# Stazione di Benevento Pontecorvo-Castelpoto
La stazione di Benevento Pontecorvo-Castelpoto era la fermata ferroviaria a servizio della frazione di Pontecorvo della città di Benevento e del comune di Castelpoto. La fermata è ubicata sulla ferrovia Benevento-Cancello.

## Strutture e impianti
La fermata, attivata nel 2003 sul luogo di una casa cantoniera preesistente, è composta da un marciapiede con due pensiline per l'attesa dei viaggiatori.
È dotata di un binario passante utilizzato per il servizio viaggiatori.

## Movimento
Nella stazione fermavano alcuni treni per Napoli e Benevento. Il traffico era discreto. Già nel 2014 risultava servita da un solo treno al giorno. Dal 9 dicembre 2018 la stazione non è più servita da alcun treno. Ciononostante, la fermata rimane formalmente attiva per il gestore dell'infrastruttura.

## Servizi
La fermata era impresenziata e non disponeva di alcun servizio.